# أرليند فرحاتي
أرليند فرحاتي (بالألبانية: Arlind Ferhati‏) هو لاعب كرة قدم ألباني في مركز الهجوم، ولد في 20 يناير 1994 في إشقودرة في ألبانيا. لعب مع دينامو تيرانا.

## وصلات خارجية
- أرليند فرحاتي على موقع قاعدة بيانات كرة القدم.إي يو (الإنجليزية)
- أرليند فرحاتي على موقع Soccerway.com (الإنجليزية)